# Martha Korthagen
Maria Magdalena (Martha) Korthagen (Amsterdam, 8 augustus 1922 - Leiden, 10 juni 2012) was een Nederlands collaborateur tijdens de Tweede Wereldoorlog. Ze was verantwoordelijk voor het verraad van joods-communistische werknemers van de Hollandia-Kattenburgfabriek.

## Levensloop
Korthagen werd geboren in Amsterdam op 8 augustus 1922. Ze groeide op in een gezin met dertien kinderen. Haar vader was werkzaam als venter van aardappelen, groente en fruit. Nadat ze de lagere school had afgerond, vond ze werk als dienstmeisje. Daarna werd ze werkzaam als gummiplakster bij de regenjassenfabriek Hollandia-Kattenburg. Korthagen werd in mei 1941 oneervol ontslagen bij de fabriek nadat ze was betrapt op onzedelijk gedrag.

### Verraad Hollandia-Kattenburg
In 1942, een jaar na haar ontslag bij Hollandia-Kattenburg, werd haar naam teruggevonden in een notitieboekje van verzetsstrijder Sally Dormits, de leider van de verzetsgroep NVM. Hierop volgde in de nacht van 17 op 18 oktober 1942 de arrestatie van de toen twintigjarige Korthagen, haar ouders en broers en zussen op verdenking van betrokkenheid bij de NVM. Tijdens haar verhoor gaf zij aan Hans Albin Rauter te weten dat joodse werknemers van Hollandia-Kattenburg betrokken zouden zijn bij communistische sabotageactiviteiten en communistische lectuur verspreidden. Dit leidde tot een grootschalige razzia in de Hollandia-Kattenburgfabriek. Op 11 november 1942 werden 367 joodse werknemers weggevoerd naar het hoofdkwartier van de Sicherheitsdienst in de Euterpestraat. Aldaar werden er door Korthagen 130 personen aangewezen die volgens haar betrokken waren bij de sabotageactiviteiten. Deze personen werden vervolgens op 12 november 1942 overgebracht naar het Oranjehotel: de strafgevangenis in Scheveningen. Naar verluidt waren de ondervragingen in Scheveningen erg gewelddadig en zou Korthagen af en toe bij deze verhoren aanwezig zijn geweest. De andere werknemers werden samen met hun familieleden naar Kamp Westerbork overgebracht vanuit waar ze op 30 november 1942 op transport gingen naar naar Auschwitz. Dit transport staat om die reden bekend als het 'Kattenburg-transport'.
Op 25 november 1942 werd de groep uit Scheveningen, op tien personen na, overgebracht naar Kamp Westerbork. De overgebleven tien personen werden voorgeleid aan het Kriegsgerecht waarna vijf van hen op transport naar Auschwitz gingen. De overige vijf werden in februari 1943 berecht in Utrecht. Bij het proces was Korthagen aanwezig als getuige à charge. Op één persoon na werden zij veroordeeld tot de doodstraf. Uiteindelijk werden twee van hen gefusilleerd, de anderen werden gedeporteerd naar concentratiekampen. Van de in totaal 826 gedeporteerde personen (de werknemers en hun familieleden) overleefden acht personen de oorlog.

### Verhuizing naar Duitsland
Na het proces verhuisde Korthagen naar Duitsland waar ze dienstmeisje werd. Mogelijk vertrok ze uit Nederland uit angst voor wraak van het verzet. Korthagen werd echter ontslagen als dienstmeisje nadat ze was betrapt op diefstal. Ze vond een betrekking bij een andere werkgever, maar verraadde hem voor het luisteren naar de Engelse radio. Daarna werd ze werkzaam als kamermeisje in een hotel. Tijdens een ongeluk met kokend water op 1 juli 1944 liep ze ernstige brandwonden op en verbleef ze in het ziekenhuis. Aan de brandwonden hield ze littekens in het gezicht over.

### Na de Tweede Wereldoorlog
Na afloop van de Tweede Wereldoorlog werd Korthagen uitgeleverd aan Nederland. Tijdens een verhoor beweerde ze dat ze de brandwonden had opgelopen toen ze werd verhoord door de SD in de Euterpestraat. Haar verhaal werd aanvankelijk voor waar aangenomen en ze werd vrijgelaten. Een oud-collega uit het hotel in Duitsland weerlegde de leugen echter, waarna ze opnieuw werd opgepakt. Op 18 september 1948 verscheen ze voor het Bijzonder Gerechtshof in Amsterdam. De kroongetuige tijdens het proces was Elias Dingsdag, die kon toelichten hoe de razzia in de Hollandia-Kattenburg fabriek was verlopen. Korthagen ontkende de feiten niet, maar hield vol te hebben gehandeld onder dwang. Op 2 oktober 1948 werd ze voor haar verraad veroordeeld tot een gevangenisstraf van tien jaar. Daarnaast werd de voor de rest van het leven ontzegd uit haar kiesrechten. Aanvankelijk was zeven jaar geëist tegen Korthagen, mede vanwege haar jonge leeftijd, wat leidde tot veel commotie onder nabestaanden. Korthagen werd in 1951 vrijgelaten uit de gevangenis wegens goed gedrag.
Na haar vrijlating is Korthagen driemaal getrouwd geweest. Haar huwelijken bleven kinderloos. Ze overleed in 2012 in Leiden.